# Xã Whiting, Quận Bowman, Bắc Dakota
Xã Whiting (tiếng Anh: Whiting Township) là một xã thuộc quận Bowman, tiểu bang Bắc Dakota, Hoa Kỳ. Năm 2010, dân số của xã này là 33 người.